# بريدج (استديو)
شركة بريدج المحدودة (باليابانية: 株式会社ブリッジ، بالروماجي: Kabushiki-gaisha Burijji) هو استوديو رسوم متحركة ياباني، تأسس في 8 أكتوبر عام 2007، تأسست في عام 2007 من قبل موظفين سابقين في استوديو سنرايز. يقع مقره في سوغينامي في طوكيو.

## أعمال الاستوديو

### مسلسلات أنمي تلفزيونية
- ديفل سرفايفر 2 (2013)
- نوبوناغان (2014)
- فايري تايل (2014–2019 الموسم الثاني)[2]
- المدرس الملكي هايني (2017)[3]
- يوغي يو! سيفينز (2020– مستمر)[4]
- عديمة الموهبة نانا (2020)[5]
- زعيم المحاربين (2021)[6]

## وصلات خارجية
- الموقع الرسمي باللغة اليابانية
- بريدج (استديو) على موقع ANN company (الإنجليزية)